# Guillem Bertran de Provença
Guillem IV Bertran o Guillem Bertran, mort entre 1063 i 1067, va ser comte de Provença de 1051 a la seva mort. Era fill de Folc Bertran, comte de Provença, i d'Hildegarda Eva (Euzia).
El 1044, és citat amb el seu pare i el seu germà Jofré II en una donació a favor de l'Abadia de Sant Víctor de Marsella.
Amb el seu germà Jofre II, va succeir el 1051 al seu pare i va esdevenir doncs comte de Provença en indivisió amb el seu oncle Jofre I i la seva cosina Emma, vídua del comte Guillem III de Tolosa, i va posseir en net el castell de Forcalquier. També és citat en un acte de fundació d'una església feta pel bisbe Gerard de Sisteron, així com en dues altres donacions, el 1057 i el 1063. Jofré va morir cap a 1065 sense deixar fills de la seva esposa Emengarda. Guillem Bertran va morir amb poca diferència.
S'havia casat en primeres noces amb Teresa d'Aragó, filla de Ramir I, rei d'Aragó, i de Gilberga de Coserans. Es va casar de nou amb Adelaida de Cavenez i va tenir:
- Adelaida (? 1129), casada amb Ermengol IV († 1092), comte d'Urgell.

Després de la seva mort, els va succeir la seva filla, que va acabar renunciant al títol de comtessa de Provença per prendre el de comtessa de Forcalquier.

## Font
- Foundation for Medieval Genealogy : les comtes de Provence